# ГТЕС Ваїракеї
ГТЕС Ваїракеї – геотермальна електростанція на Північному острові Нової Зеландії.
В 1958 – 1959 роках ввели в дію чергу Ваїракеї А, що отримала дві турбіни високого тиску потужністю по 6,5 МВт, дві турбіни середнього тиску потужністю по 11,2 МВт та чотири трубіни низького тиску з показниками по 11,2 МВт. В 1962-му цю чергу доповнили ще двома турбінами високого тиску виробництва британської компанії British Thomson-Houston (BTH) потужністю по 11,2 МВт.
У 1962 – 1963 роках стала до ладу черга Ваїракеї В, яка отримала три турбіни виробництва так само британської компанії Associated Electrical Industries (AEI) потужністю по 30 МВт.
В 1984-му всі чотири турбіни високого тиску вивели з експлуатації через деградацію геотермального резервуару, що не давало забезпечити їх живлення. Дві з них потужністю по 11,2 МВт перемістили на ГТЕС Охаакі, яку ввели в експлуатацію наприкінці 1980-х. 
В 1996-му майданчик доповнили турбіною потужністю 3,5 МВт.
У 2005-му додали дві установки від ізраїльської компанії ORMAT, в яких турбіну приводить у дію бінарний парогенератор із замкненим циклом (органічний цикл Ренкіна), що використовує як теплоносій ізопентан. Вони мають потужність по 8 МВт, проте частина виробленої енергії споживається самим установками, тому чиста потужність нової черги дорівнює 14 МВт.
Первісна загальна потужність ГТЕС становила 193 МВт, а станом на 2014 рік цей показник скоротився до 142 МВт. Також є плани повністю вивести Ваїракеї А з експлуатації у 2026 році.
ГТЕС використовує енергію геотермального поля Те-Міхі, від якого наразі також дивляться ГТЕС Те-Міхі та ГТЕС Поїхірі (55 МВт). Всього для ГТЕС Ваїракеї пробурили не менше 63 свердловин, з яких 9 призначаються для зворотнього закачування у пласт. Температура в підземному резервуарі дорівнює 130 градусів Цельсія. 
Видача продукції відбувається по ЛЕП, що працює під напругою 220 кВ.